# علم السكان

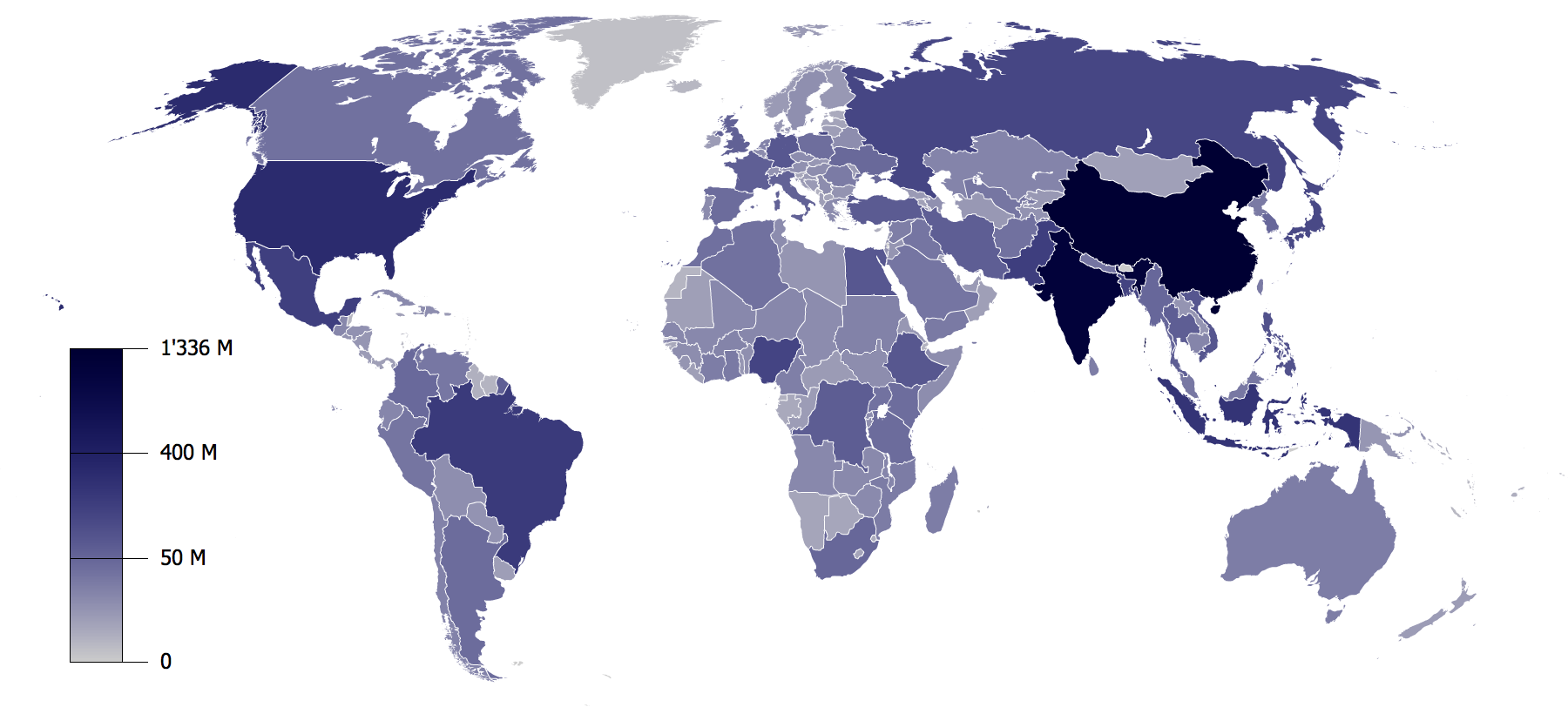
خارطة دول العالم حسب الكثافة السكانية

علم السكان أو الدراسات السكانية أو الديموغرافيا هو فرع من علم الاجتماع والجغرافيا البشرية، يقوم على دراسة علمية لخصائص السكان المتمثلة في الحجم والتوزيع والكثافة والتركيب والأعراق ومكونات النمو (الإنجاب والوفيات والهجرة) - ونسب الأمراض، والحالات الاقتصادية والاجتماعية، ونسب الأعمار والجنس، ومستوى الدخل، وغير ذلك في إحدى المناطق. تهدف الدراسات السكانية لمعرفة سبب امتلاك العائلات لعدد أطفالها، والأسباب المؤثرة على زيادة نسب الوفيات، وأسباب الهجرة والتوزع الجغرافي. وتلك المعرفة ضرورية لتحديد الاحتياجات البشرية الحالية والمستقبلية.
تمثل الدراسات السكانية الطريقة المبدأية لفهم المجتمع البشري، فبالإضافة إلى تحققها من عدد البشر في منطقة معينة، تحدد سبب زيادة أو نقصان هذا العدد عن الإحصائية السابقة وتفسر هذا الأمر. كما تقدر الدراسات الميول المستقبلية لحدوث تغيير سكاني.

## تاريخ
يعتبر ابن خلدون (1332-1406) «أبو الدراسات السكانية» لتحليله الاقتصادي للمؤسسة الاجتماعية الذي أنتج أول عمل علمي ونظري عن السكان والتنمية وديناميكا الجماعات. وقد وضعت
مقدمته الأساس لملاحظاته عن دور الدولة، الإتصالات والدعاية في التاريخ.

## الأساليب
علم السكان هو دراسة إحصائية ورياضية لحجم التجمعات البشرية وتكوينها وتوزيعها المكاني وكيفية تغير هذه السمات بمرور الوقت. يتم الحصول على البيانات من التعداد السكاني ومن السجلات: سجلات الأحداث مثل المواليد والوفيات والهجرات والزواج والطلاق والأمراض والتوظيف. للقيام بذلك، يجب أن يكون هناك فهم لكيفية حسابها والأسئلة التي تجيب عنها والتي تندرج ضمن هذه المفاهيم الأربعة: التغير السكاني وتوحيد معايير تعداد السكان ومعادلة السجلات الديموغرافية والتركيبة السكانية.
هناك نوعان لجمع البيانات -مباشر وغير مباشر- مع وجود عدة طرق لكل نوع.

### الأساليب المباشرة
تأتي البيانات المباشرة من سجلات الإحصاءات الحيوية التي تتعقب جميع الولادات والوفيات بالإضافة إلى بعض التغييرات في قانون الأحوال الشخصية مثل الزواج والطلاق والهجرة (تسجيل مكان الإقامة). في البلدان المتقدمة التي تملك أنظمة تسجيل جيدة (مثل الولايات المتحدة ومعظم دول أوروبا)، تعد الإحصاءات الخاصة بالسجلات أفضل طريقة لتقدير أعداد المواليد والوفيات.
إحصاء السكان هو الطريقة المباشرة الأخرى الشائعة لجمع البيانات الديموغرافية. عادةً ما تقوم الحكومة الوطنية بإجراء التعداد السكاني وتحاول تعداد كل شخص في البلد. على عكس بيانات الإحصاءات الحيوية، التي عادةً ما تُجمع بشكل مستمر وتُلخص على أساس سنوي، لا تُجرى التعدادات السكانية عادةً إلا كل 10 سنوات أو نحو ذلك، فهي ليست عادةً أفضل مصدر للبيانات حول المواليد والوفيات. تُجرى التحليلات بعد إحصاء السكان لتقدير نسب الزيادة أو النقصان في التعداد. تقارن هذه التحليلات نسب الجنسين من بيانات الإحصاء بتلك المقدرة من القيم الطبيعية وبيانات الوفيات.
لا يقتصر الإحصاء على عد الأشخاص فحسب. عادةً ما تجمع معلومات عن الأسر أو القطاعات المنزلية بالإضافة إلى الخصائص الفردية مثل العمر والجنس والحالة الاجتماعية والثقافة/التعليم والحالة الوظيفية والمهنة والموقع الجغرافي. قد تجمع أيضًا بيانات عن الهجرة (أو مكان الولادة أو الإقامة السابقة) واللغة والدين والجنسية (أو الإثنية أو العرق) والمواطنة. في البلدان التي قد يكون فيها نظام التسجيل الحيوي غير مكتمل، تُستخدم الإحصاءات أيضًا مصدرًا مباشرًا للمعلومات عن الخصوبة والوفيات؛ مثلًا، تجمع إحصاءات جمهورية الصين الشعبية معلومات عن المواليد والوفيات التي حدثت في الأشهر الـ18 السابقة مباشرةً للإحصاء.

### الأساليب غير المباشرة
تعد الأساليب غير المباشرة لجمع البيانات مطلوبة في البلدان والفترات التي لا تتوفر فيها بيانات كاملة، كما هو الحال في معظم الدول النامية، ومعظم الديموغرافيا التاريخية. إحدى هذه الأساليب في الديموغرافيا المعاصرة هي طريقة الأختية، إذ يسأل باحثو المسح النساء عن عدد أخواتهن اللاتي توفين أو أنجبن أطفالًا وفي أي عمر. من خلال هذه الاستقصاءات، يمكن للباحثين بعد ذلك تقدير معدلات المواليد أو الوفيات لجميع السكان بشكل غير مباشر. تشمل الطرق غير المباشرة الأخرى في الديموغرافيا المعاصرة سؤال الأفراد عن الأشقاء والآباء والأمهات والأطفال. هناك طرق أخرى غير مباشرة ضرورية في الديموغرافيا التاريخية.

## التغير السكاني
يتم تحليل التغير السكاني من خلال قياس التغير بين حجم السكان من حجم سكاني إلى آخر. يستمر عدد سكان العالم في الارتفاع، ما يجعل التغير السكاني عنصرًا أساسيًا في التركيبة السكانية. يتم حساب ذلك بأخذ حجم السكان مطروحًا منه حجم السكان في إحصاء سابق. أفضل طريقة لقياس التغير السكاني هي استخدام النسبة المئوية للتغير بين الإحصاءات السكانية. النسبة المئوية للتغير بين الإحصاءات هي التغير المطلق في عدد السكان بين الإحصاءات مقسومًا على حجم السكان في الإحصاء السابق. بعد ذلك، تُضرب هذه القيمة بمئة ضعف للحصول على نسبة مئوية. عند تحقيق هذه الإحصائية، يمكن قياس النمو السكاني بين دولتين أو أكثر تختلفان في الحجم وفحصه بدقة.

## توحيد معايير تعداد السكان
لكي تكون هناك مقارنة ذات قيمة، يجب تغيير الأرقام لتتناسب مع حجم عينة السكان قيد الدراسة. مثلًا، يتم حساب معدل الخصوبة من خلال نسبة عدد المواليد للنساء في سن الإنجاب إلى إجمالي عدد النساء في هذه الفئة العمرية. إذا لم تُجرَ هذه التعديلات، لا يمكن معرفة ما إذا كانت الدولة ذات معدل المواليد أو الوفيات الأعلى لديها عدد أكبر من النساء في سن الإنجاب أو عدد أكبر من المواليد لكل امرأة مؤهلة.
هناك نهجان رئيسيان لتوحيد معايير تعداد السكان: التوحيد المباشر والتوحيد غير المباشر.

## التركيبة السكانية
التركيبة السكانية هي وصف السكان المحدد بخصائص مثل العمر أو العرق أو الجنس أو الحالة المدنية. قد تكون هذه الأوصاف ضرورية لفهم الديناميكيات الاجتماعية من البحوث التاريخية والمقارنة. غالبًا ما تتم مقارنة هذه البيانات باستخدام الهرم السكاني.
تعد التركيبة السكانية أيضًا جزءًا بالغ الأهمية من البحث التاريخي. لا تكون المعلومات التي تعود إلى مئات السنين قيّمة دائمًا، لأن أعداد الأشخاص الذين تتوفر عنهم البيانات قد لا توفر المعلومات الهامة (مثل عدد السكان). قد يحول عدم وجود معلومات عن إجراءات جمع البيانات الأصلية دون إجراء تقييم دقيق لجودة البيانات.

## التحليل الديموغرافي في المؤسسات والمنظمات

### سوق العمل
يمكن استخدام التحليل الديموغرافي لأسواق العمل لإظهار النمو السكاني البطيء وشيخوخة السكان والأهمية المتزايدة للهجرة. يتوقع مكتب الإحصاء الأمريكي أن تواجه الولايات المتحدة خلال المائة عام القادمة بعض التغيرات الديموغرافية الدراماتيكية. يُتوقع أن ينمو السكان ببطء أكثر من أي وقت مضى وأن يشيخوا بسرعة أكبر من أي وقت مضى، وستصبح الأمة أمة من المهاجرين. يُتوقع أن يرتفع هذا التدفق خلال القرن القادم إذ سيشكل المهاجرون الجدد وأبناؤهم أكثر من نصف سكان الولايات المتحدة. قد تؤدي هذه التحولات الديموغرافية إلى حدوث تعديلات كبيرة في الاقتصاد، وخاصةً في أسواق العمل.

### انفكاك الموظفين وأسواق العمل الداخلية
يقرر الأفراد الخروج من المنظمات لأسباب عديدة، مثل، الرغبة في وظائف أفضل وعدم الرضا والمخاوف الأسرية. يمكن تقسيم أسباب انفكاك الموظفين إلى عاملين منفصلين، أحدهما مرتبط بثقافة المنظمة، والآخر يتعلق بجميع العوامل الأخرى. قد يغادر الأشخاص الذين لا يتقبلون ثقافة المنظمة بشكل كامل طواعيةً، أو قد يغادر بعض الأفراد بسبب فشلهم في التأقلم وفشلهم في التغيير داخل منظمة معينة.

## أنواع السكان
- تاريخي: يدرس المجتمعات القديمة.
- وصفي: يدرس عدد السكان في مجتمع ما بالإضافة إلى التوزع الجغرافي والتطور.
- نظري: يدرس القضايا السكانية.
- التربية البيئية والسكانية

## أهمية علم السكان
يمكن تحديد أوجه أهمية علم السكان في الآتي:
1. يسهم علم السكان في توفير مرجعية معلوماتية تتعلق بالوضع السكاني للمجتمع بما يعطي صورة واقعية عن خصائص السكان واتجاهات النمو ومعدلات المواليد والوفيات والتركيب العمري للسكان بما يجعلها مصدرا مهم للتخطيط والتنمية وتلافي ما يحدث من مشاكل مستقبلا.
2. يسهم علم السكان مع غيره من العلوم الأخرى ذات العلاقة (مثل: علم الاجتماع والاقتصاد) في تحديد وإبراز الجوانب المتعددة والمتداخلة لفهم السكان وبالتالي يمثل هذا العلم أهمية خاصة في كونه داعمًا للعلوم الأخرى من جهة ومستفيدا منها من جهة أخرى.
3. أن الاهتمام بالسكان يعني الاهتمام بأهم مكون من مكونات المجتمع ألا وهو الإنسان وهذا ما يعطي لعلم السكان أهمية خاصة.
4. تبرز أهمية دراسات السكان من الناحية التخصصية النوعية في الآتي:-

- معرفة اتجاهات النمو السكاني من حيث الزيادة والنقصان وتحديد الإجراءات والسياسة المطلوبة.
- دراسة التغيرات السكانية المتعلقة بالخصوبة والمواليد والوفيات والهجرة وعلاقتها بمتغيرات النوع (ذكور وإناث)والعمر وتحديد الأساليب والتوجهات الملائمة لكل هذه التغيرات حتى لا تقود إلى خلل ديمو غرافى.
- تحديد السكان ممن هم في سن النشاط الاقتصادي وتقدير إمكانيات المجتمع من الموارد البشرية ومن القوة العاملة المنتجة.
- التعرف على أماكن الجذب والطرد السكاني وتحديد سياسات المستوطنات البشرية.
- تساعد الدراسات السكانية على توظيف وتسخير موارد المجتمع بصورة محسوبة ومقدرة تقديرا دقيقا مما يساعد على تجنب الهدر في الموارد والإمكانيات.

## مصطلحات السكان
- الخصوبة البشرية
- الوفيات البشرية
- الهجرة البشرية
- التركيب العمري (شباب - شيوخ - أطفال)
- التركيب النوعي (ذكور - إناث)
- التركيب المهني
- التركيب التعليمي (أمي-ابتدائي -إعدادي-ثانوي-جامعي.....)
- الانفجار السكاني